# Hejderidare
Hejderidare var förr en underordnad tjänsteman som övervakade och förvaltade ett område av kronans skogar och marker i Sverige och Finland. Hejderidare kan liknas vid skogvaktare. En liknande tjänst för kustområden benämndes strandridare.